# Kreativní centrum Brno
Kreativní centrum Brno je projekt Statutárního města Brna s cílem vybudovat zázemí pro tvůrce podnikající v kulturních a kreativních odvětvích. Centrum zároveň poslouží pro veřejnost, která zde bude moct různými způsoby využít volný čas (například návštěvou muzea, knihovny či kavárny). Projekt má vzniknout v komplexu někdejší káznice mezi ulicemi Bratislavská, Soudní a Cejl v brněnské čtvrti Zábrdovice.
Projekt kreativního centra se plánuje od roku 2009, do roku 2024 však nezačala jeho realizace. Důvodem jsou námitky z různých stran veřejnosti, která se obává ztráty historické hodnoty místa. Město Brno naproti tomu hodlá zabránit zřícení budovy, přičemž argumentuje, že historická hodnota místa zůstane zachována. Aktuálně se počítá se zahájením stavby centra v roce 2024.
Vedle města Brna se na projektu Kreativního centra Brno podílí Moravské zemské muzeum, Knihovna Jiřího Mahena v Brně, kreativní hub Kumst, TIC Brno a spolek Tripitaka. Projekt je součástí ucelené strategie města #brno2050.

## Vize

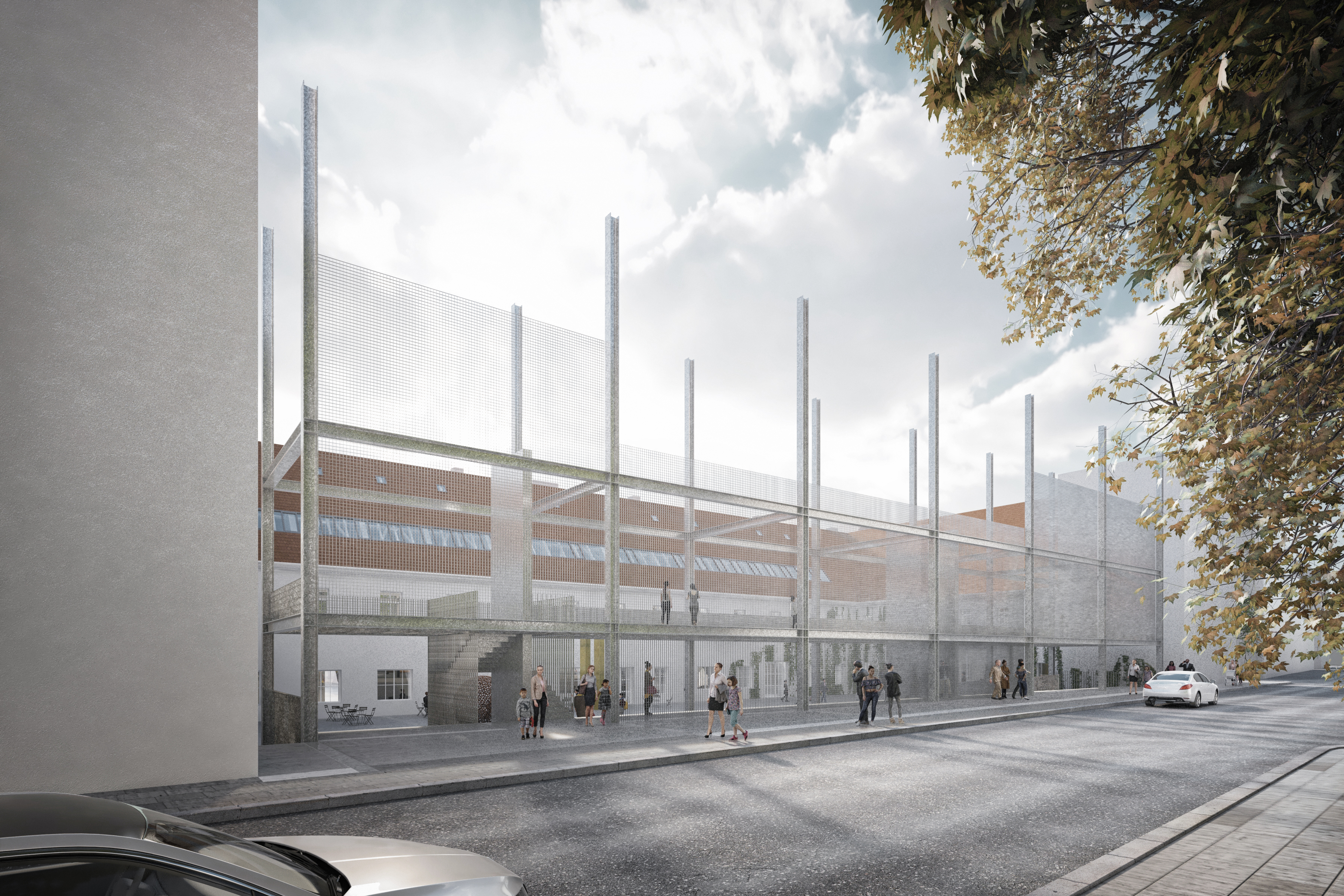
Vizualizace Kreativního centra Brno od ateliéru Kava

Kreativní centrum v Zábrdovicích má brněnským kreativcům poskytnout adekvátní prostor pro jejich činnost, který ve městě doposud chybí. V roce 2020 sice došlo k otevření kreativního hubu Kumst přímo v centru města, ten však představuje pouze dočasné řešení. Přestože se město snaží kreativce podporovat skrze platformu Kreativní Brno, řadu brněnských tvůrců v rozvoji dál limituje nevyhovující nebo chybějící zázemí.
Z toho důvodu se již řadu let hovoří o vzniku kreativního centra v nevyužívaném objektu bývalé káznice o rozloze 8 000 m². V ní by měly vzniknout nájemní ateliéry, zkušebny, dílny, střižny nebo zasedací a společenské místnosti. Vedle prostorů pro již fungující kreativce je plánováno též zřízení inkubátoru pro začínající tvůrce. Působení kreativců přispěje k rozvoji brněnských kreativních odvětví, podpoří podnikání v daném sektoru a pomůže rozvoji celého města.
V kreativním centru najdou využití i lidé pohybující se mimo kreativní a kulturní odvětví. Dle plánů se káznice stane také místem poskytujícím kulturně-komunitní a společenské služby s knihovnou, kavárnou nebo multifunkčním sálem. Zbylá část komplexu pak zůstane pietním místem připomínajícím osudy vězňů z dob, kdy káznice sloužila svému původnímu účelu a fungovala též jako popraviště využívané nacistickým i komunistickým režimem. Plánovaná muzejní část projde citlivou rekonstrukcí, po níž má být ovšem zachován genius loci celého místa.
Vedle podpory kreativců z Brna a okolí sleduje město Brno ve vybudování centra také další cíle. Přestavba káznice povede ke znovuoživení rozsáhlého areálu, jenž několik desítek let chátrá a je jedním z řady brněnských brownfieldů. Oprava bývalého vězeňského prostoru povede k rozvoji přilehlé lokality přezdívané brněnský Bronx. Tato lokalita je řadu let označována jako sociálně vyloučená, přibližně od roku 2010 se nicméně díky rozsáhlé výstavbě mění v přívětivější území, které je vzhledem ke své poloze v těsném sousedství centra města atraktivní pro developerské firmy. Vznik Kreativního centra naváže na změny, k nimž dochází zejména v ulici Bratislavská.
Inspiraci na zřízení kreativního centra hledalo město Brno v různých zemích Evropy. Někdejší výrobní areály se v kreativní a kulturní centra proměnily například v Barceloně, Helsinkách či Košicích. V České republice mají podobné záměry jako v Brně také v Hradci Králové, Plzni, Ostravě nebo Litoměřicích. Kreativní centrum již funguje také v Praze.

## Dosavadní vývoj
Nápad na vznik Kreativního centra Brno se zrodil v roce 2009 a od samotného počátku počítal s káznicí jako nejvhodnějším místem pro jeho realizaci. Vybudování centra v Zábrdovicích by totiž přispělo k revitalizaci a oživení významného brownfieldu, jenž je ve 100% vlastnictví města. Dalšími faktory nahrávající výstavbě centra v prostorách káznice jsou aktivizace okolní lokality či zachování paměti místa a čtvrti.
V roce 2014 zpracovalo Jihomoravské inovační centrum studii proveditelnosti prověřující možnosti realizace centra v prostorách káznice. Součástí studie byl i stavebně-technický průzkum. Z něj vyplynulo, že káznici lze přestavit na kreativní centrum prostřednictvím rekonstrukce, asanace a dílčích dostaveb. Studie se zároveň zaměřila na mapování brněnských kreativců. Bylo zjištěno, že v Brně působí 12 tisíc subjektů z kreativních odvětví, které tvoří 12–23 % všech kreativních subjektů v České republice.
Ve volebním období mezi lety 2014 až 2018 vznikl návrh architektů na rekonstrukci objektu, podle něhož měla být přestavba káznice za 400 milionů korun hotová v roce 2022. V roce 2016 se však stavba dostala na památkový seznam Ministerstva kultury. Proti tomu se město Brno odvolalo, načež ministr kultury Daniel Herman dovolil, aby v části komplexu vzniklo centrum pro kreativce. Projekt káznice se zároveň potýká s kritikou z řad památkářů a historiků, kteří se obávají poničení cenných částí budov. Celý komplex nicméně mezitím chátrá, střechu například ničí hmyz a houby.
V březnu roku 2018 schválila Rada města Brna výsledky architektonické soutěže, podle nichž by kreativní centrum mělo vzniknout na základě návrhu Atelieru Kava. V roce 2019 pak brněnský magistrát požádal o vydání územního rozhodnutí, avšak v roce 2022 svou žádost stáhl a požádal, aby úřady posoudily plány na stavbu znovu, tentokrát na dvě části projektu. Celá přestavba káznice do podoby kreativního centra by měla stát 500 milionů korun. Polovinu této částky zaplatí město, druhou polovinu pokryjí dotace z evropských fondů.

## O budově

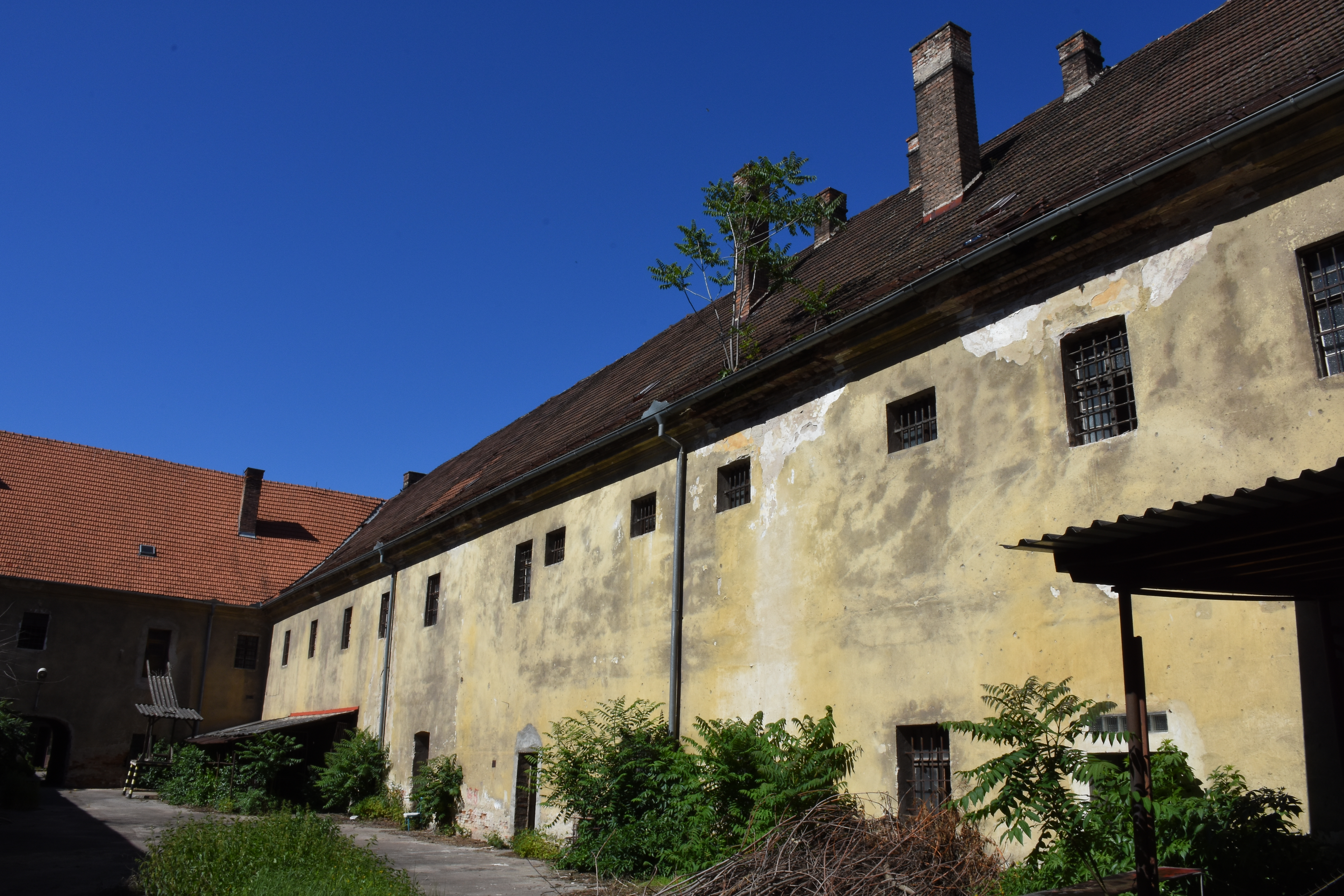
Současný stav káznice v Zábrdovicích

Budova, která se má stát zázemím pro brněnské kreativce, byla postavena na konci 18. století. Původně byla využívána jako sirotčinec, po několika letech se z ní ale stalo vězení, které zde fungovalo až do 50. let 20. století. Během první světové války zde byl vězněn básník Petr Bezruč, po neúspěšném židenickém puči v roce 1933 skončil v zábrdovických celách vůdce českých fašistů Radola Gajda. V období 2. světové války došlo v káznici minimálně ke dvěma popravám. Ve vykonávání trestů smrti se zde pokračovalo i po konci války a rovněž po únoru 1948, kdy komunistický režim poslal za mříže mimo jiné básníky Jana Zahradníčka a Zdeňka Rotrekla.
Po dostavbě věznice v Bohunicích byl provoz káznice v Zábrdovicích ukončen. Následně areál využíval Moravský zemský archiv jako svůj depozitář. V roce 2006 pak káznice ztratila jakékoli využití.
K roku 2022 využívalo káznici několik málo kreativců, kteří mohli působit pouze v novější části areálu. Na zpřístupněném dvoře se konají různé kulturní akce – například Ghettofest nebo Faktor K. Prostory káznice využili několikrát i filmaři. Natáčel se zde seriál Labyrint nebo film Nabarvené ptáče. V někdejších celách pak probíhají prohlídky pro veřejnost pořádané turistickým informačním centrem (TIC Brno). Značná část komplexu se však nachází v havarijním stavu a bez brzkého zahájení stavebních prací může docházet k postupnému samovolnému zřícení více než 250 let staré stavby.